# بولشيي كايبيتسي (تاتارستان)
بولشيي كايبيتسي (بالروسية: Большие Кайбицы) هي مدينة في جمهورية تتارستان في روسيا.